# 藤井由依
藤井 由依（ふじい ゆい、2000年2月24日 - ）は、テレビ東京のアナウンサー。

## 来歴
福岡県出身。中央大学法学部卒業後、2022年4月テレビ東京入社。同期入社は中原みなみ。

## 人物・エピソード
- 高校時代は生徒会の議長を務めていた。
- 大学時代はテレビ朝日アスクに通い、学生キャスターとして出演していた。
- 趣味はカプセルトイや音楽ゲーム。
- 特技は3歳から高校3年まで続けていたクラシックバレエ。
- 警察官に憧れていた[4]。
- レギュラー出演するジュニア向け番組『おはスタ』ではニックネーム「ゆいちゃま」を名乗っている[5]。

## 出演
☆印は現在出演中の番組。

### テレビ東京入社後
- 7スタライブ→7スタい〜な!（2022年7月8日 - 2024年3月22日、メインキャスター） - 同期の中原と隔週で出演。
- 秒でNEWS180（2022年7月25日 - 2023年3月31日、キャスター）
- テレ東音楽祭（2022年6月22日・11月23日）[6]
- 隅田川花火大会 特別編（2022年8月6日）[7]
- ワールドビジネスサテライト（2022年10月4日 - 2024年3月29日） - フィールドキャスター兼「トレンドたまご」火・金曜日担当[8]
- ソレダメ!〜あなたの常識は非常識!?〜（2022年12月21日） - 進行
- 佐久間宣行のオールナイトニッポン0(ZERO)（2022年12月21日、ニッポン放送） - ゲスト出演
- 新春 皇室の窓スペシャル（2023年1月1日） - 案内人
- THEカラオケ★バトル☆（2023年4月9日 - ）
- おはスタ☆（水曜日担当、2024年4月3日 - ）
- シナぷしゅ☆（2024年4月1日 - ） - みーたんの声（2代目）
- 昼サテ☆（火曜日担当、2024年7月2日 - ）
- ゆうがたサテライト（火曜日担当、2024年7月2日 - 2024年9月24日）
- 素っ頓狂な夜☆（2024年10月31日 - ） - ナレーター
- LIFE IS MONEY〜世の中お金で見てみよう〜（2025年 - ） - 進行（不定期）

### テレビ東京入社前
- News Access（BS朝日、学生キャスター）